# Firehiwot Dado

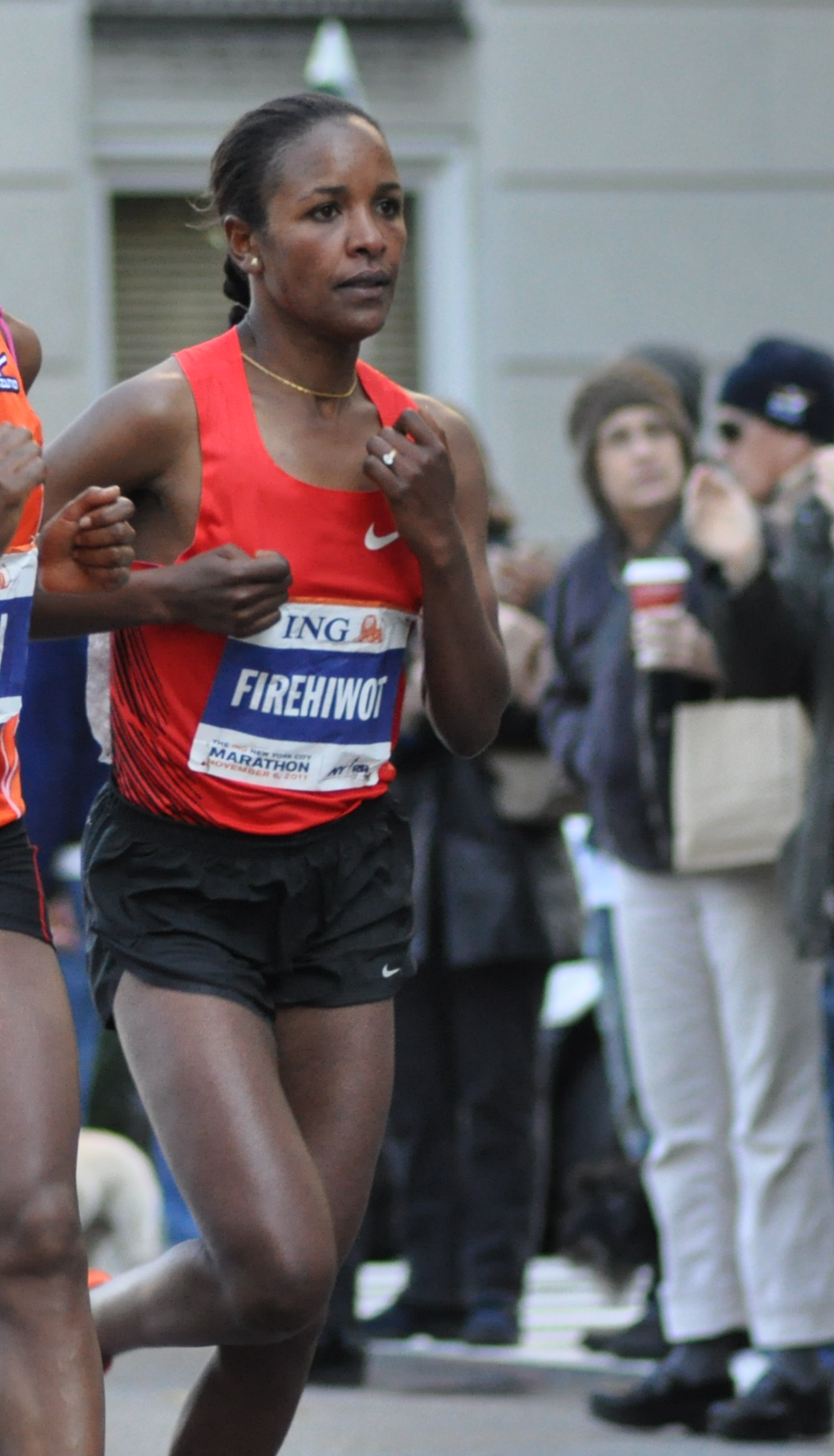
Firehiwot Dado beim New-York-Marathon 2011

Firehiwot Dado (* 9. Januar 1984) ist eine äthiopische Marathonläuferin.
2008 siegte sie bei der Course Féminine de Casablanca und wurde Zweite beim Košice-Marathon. Im Jahr darauf gewann sie den Rom-Marathon in 2:27:08 h, wurde Vierte beim Frankfurt-Marathon in 2:29:20 und siegte beim Boulogne-Billancourt-Halbmarathon.
2010 wurde sie Fünfte beim Mumbai-Marathon, verteidigte ihren Titel in Rom und siegte beim River Bank Run über 25 km und beim Florenz-Marathon.
2011 triumphierte sie nach einem weiteren Sieg in Rom beim New-York-City-Marathon.
2012 stellte sie beim New-York-City-Halbmarathon einen Streckenrekord auf.

## Persönliche Bestzeiten
- Halbmarathon: 1:08:35 h, 18. März 2012, New York City
- 25-km-Straßenlauf: 1:23:46 h, 8. Mai 2010, Grand Rapids
- Marathon: 2:23:15 h, 6. November 2011, New York City